# Brasserie d'Oleye
Brasserie d'Oleye is een voormalige Belgische brouwerij gelegen in de Rue d'elmette 39 te Waremme.

## Geschiedenis
De brouwerij werd gestart in 1994 en was ondergebracht in de woning van de hoofdonderwijzer van Oleye. Eind 2002 werd het brouwen gestaakt.

## Bieren[2]
- la Hesbaye (Blonde, Brune)
- la Pierreuse (Ambrée, Pâle)